# Close to You (Maxi Priest)
Close to You is een nummer van de Britse zanger Maxi Priest uit 1990. Het is de eerste single van zijn vijfde studioalbum Bonafide.
Op "Close to You" wijkt Priest iets van zijn gebruikelijke reggae en gaat hij iets meer een pop- en R&B-kant op. De tekst gaat over een jongen die helemaal verliefd is op een meisje. Hoewel hij weet dat ze niet helemaal zuiver op de graad is ("Tellin' me lies when the truth was clear"), kan hij haar niet weerstaan. Het nummer werd wereldwijd een grote hit en bereikte de 7e positie in het Verenigd Koninkrijk. In de Nederlandse Top 40 bereikte het de 4e positie, en in de Vlaamse Radio 2 Top 30 de 9e.

## Tracklijst
7-inch single & Cassette single
1. "Close to You" (Radio Mix) – 3:59
2. "I Know Love" featuring Tiger – 4:07

12-inch maxi-single
1. "Close to You" (Phil Bodger Main Body Mix) – 5:28
2. "Close to You" (Leo Grant Bad-Ass Mix) – 6:00
3. "Close to You" (Leo Grant Acappella & Drum Mix) – 5:56
4. "Close to You" (Phil Bodger Radio Mix) – 3:59
5. "Close to You" (Phil Chill's Rap Sensation) – 6:08
6. "Close to You" (Bodger's bonus beats) – 4:03
7. "I Know Love" – 4:07

CD maxi-single
1. "Close to You"
2. "Close to You" (Extended Version)
3. "I Know Love"
4. "Close to You" (Phil Chill's Rap Sensation Mix featuring Darren Deere)

CD maxi-single – Remixes
1. "Close to You" (Phill Chill's Rap Sensation) – 6:08
2. "Close to You" (Bodger's Radio Edit) – 4:06
3. "I Know Love" (Steven Stanley Jamaican Mix) – 5:06
4. "Sure Fire Love" – 3:55

12-inch maxi-single – Remixes
1. "Close to You" (Phill Chill's Rap Sensation) – 6:08
2. "Close to You" (Bodger's Radio Edit) – 4:06
3. "I Know Love" (Steven Stanley Jamaican Mix) – 5:06
4. "Sure Fire Love" – 3:57